# +44
+44 auch (+44), Plus-44 oder Plus 44 (Aussprache „plus fortyfour“) war eine US-amerikanische Pop-Punk-/Alternative-Rock-Band, die sich aus Mark Hoppus, Travis Barker, Craig Fairbaugh und Shane Gallagher zusammensetzte.

## Geschichte
Nachdem sich die Mitglieder der US-amerikanischen Pop-Punkband blink-182 im Februar 2005 auf eine „unbegrenzte Schaffenspause“ geeinigt hatten, deren Ursache zunehmende Spannungen zwischen Tom DeLonge und Mark Hoppus waren, gingen die Mitglieder eigene Wege. Während Tom DeLonge die Gruppe Angels & Airwaves gründete, riefen Mark Hoppus und Travis Barker die Band +44 ins Leben. Die Idee zum Namen kam ihnen, als sie sich gerade in England aufhielten, dessen internationale Telefonvorwahl die +44 ist.
Die Band bestand zunächst aus Hoppus, Barker und der Sängerin der Band Get the Girl, Carol Heller. Diese verließ aber im Laufe der Aufnahmen zum Album die Band, um sich um ihre Familie zu kümmern. Zu hören ist sie noch im Lied Make You Smile und in sehr frühen Versionen von No It Isn’t. Die Lücke füllten schließlich Gallagher und Fairbaugh.
Ihr erstes und einziges Album When Your Heart Stops Beating wurde am 14. November 2006 veröffentlicht.
Im Rahmen des iTunes-Foreign-Exchange-Projekts hat die Band den Song Guten Tag von Wir sind Helden in der eigenen Landessprache aufgenommen. Im Gegenzug wurde When Your Heart Stops Beating von der deutschen Band gesungen. Beide Songs wurden am 4. Juni 2007 im iTunes Store veröffentlicht.
+44 besteht zwar noch, aber als sich blink-182 im Februar 2009 wiedervereinigten, wurde die Band vorerst auf Eis gelegt.
In einem Interview mit Up on the Sun im Jahr 2011 gab Mark Hoppus zu, dass es eine Zukunft für +44 gibt, jedoch arbeitet die Band zurzeit nicht zusammen (weil blink-182, seine Fernsehshow und seine Familie im Vordergrund stehen). Er fügte hinzu, dass er sich über ein neues zu produzierendes Album sehr freuen würde.

## Diskografie

### Studioalben
- 2006: When Your Heart Stops Beating

### Singles
- 2006: Lycanthrope (nur in UK veröffentlicht)
- 2006: When Your Heart Stops Beating
- 2007: Baby Come On
- 2007: 155

### Weitere Veröffentlichungen
- 2006: Christmas Vacation – The Descendents Cover (Kevin and Bean’s Super Christmas)
- 2007: I Am One – The Smashing Pumpkins Cover (MySpace Tribute to The Smashing Pumpkins)